# 電磁石同期発電機
電磁石同期発電機（でんじしゃくどうきはつでんき）は、界磁に電磁石を用いた同期発電機である。

## 特徴
- 出力100万kWを超える大容量のものが製作可能である。
- 安定した単独運転が可能である。
- 界磁電流を変化させることによって、力率を変化させることができる。
- 界磁励磁のための電源回路と付帯装置が必要で高価である。

| 原動機           | 回転子磁極 | 回転子磁極 | 回転子磁極 | 回転速度[rpm]    | 回転速度[rpm]    | 軸             | 短絡比  | 同期インピーダンス | 電圧変動率 |
| 原動機           | 数         | 形式       | 半径       | 50Hz             | 60Hz             | 軸             | 短絡比  | 同期インピーダンス | 電圧変動率 |
| ---------------- | ---------- | ---------- | ---------- | ---------------- | ---------------- | -------------- | ------- | ------------------ | ---------- |
| 汽力タービン(注) | 2          | 円筒       | 小         | 3,000            | 3,600            | 横軸           | 0.6程度 | 大                 | 大         |
| 原子力タービン   | 4          | 円筒       | 小         | 1,500            | 1,800            | 横軸           | 0.6程度 | 大                 | 大         |
| 水車             | 多         | 突極       | 大         | 6,000 × 磁極数-1 | 7,200 × 磁極数-1 | 立軸 横軸 斜軸 | 1.0程度 | 小                 | 小         |

注 : 100万キロワット級の汽力タービンでは、高中圧タービンと低圧タービンを別個の軸とするクロスコンパウンド型式が採用されることが多く、その場合、低圧タービンで駆動されるセコンダリ発電機の回転子磁極数は4極、回転数は1500rpm(50Hz)または1800rpm(60Hz)とすることが通例である。

## 電機子の結線方式
第三調波またはその数倍の高調波電流による循環電流の除去、対地電圧の軽減での絶縁の軽減、中性点に保護装置を設置のため、通常スター結線が用いられる。

## 界磁の励磁方式

### 静止形励磁装置
- サイリスタなどを使用した可変電圧の静止形直流電源でスリップリングを通じて励磁する。
- 回転形励磁機に比べ信頼性が高く保守が容易で、励磁機を含めた発電機の軸長を短くできる。

### ブラシレス励磁装置
- 主発電機の主軸に直結された励磁機（回転電機子形同期発電機）の三相交流出力を、励磁機の電機子に取り付けた整流器で整流し、主発電機を励磁する。
- 励磁電流の調整は、励磁機の固定界磁の調整で行う。
- 主発電機の励磁回路に一切の電気的接点が無くスリップリングやブラシの保守が不要である。
- 整流器のトラブル時は発電機を停止して処置を行う必要がある（但し、最近の電力用半導体の信頼性は高く問題となることは少ない）。

### 超伝導励磁装置
界磁の巻線に超伝導線材を使用し、極低温に冷却することで磁力を保持する。
- 巻線の発熱がない為、損失が少ないが極低温に冷却し、それを維持する為の断熱構造が必要である。
- 主発電機の励磁回路に励磁時を除けば回転時に一切の電気的接点が無くスリップリングやブラシの保守が不要である。

## 並行運転
同期発電機多数を、同一母線に接続する場合以下の条件が必要である。
- 各発電機の誘導起電力の大きさが等しいこと。そのため、界磁電流の調整を行う。
- 各発電機の誘導起電力の周波数・相順・位相が等しいこと。そのため、同期検定装置で原動機の回転速度の調整を行う。
- 各発電機の容量に見合った負荷の分担ができること。そのため、原動機の速度特性を等しくする。